# 劉平 (真定王)
刘平（？—前90年），西汉宗室，即真定顷王。汉景帝孙，常山宪王刘舜庶子。
刘平之母为刘舜幸姬，汉武帝元鼎三年（前114年）常山王劉勃被废后一个多月，武帝哀其灭国，复封他三万户，为真定王。在位二十五年於征和三年（前90年）病故，他的儿子真定烈王刘偃嗣位。刘偃在位十八年，本始三年（前71年）刘偃的儿子真定孝王刘申嗣位。刘申在位三十三年，建昭元年（前38年）刘申的儿子真定安王刘雍嗣位。在位十六年，阳朔三年（前22年）刘雍的儿子真定共王劉普嗣位。在位十五年，绥和二年（前7年）刘普的儿子真定王劉楊嗣位。王莽篡位，贬劉楊为公，次年，废除。劉楊弟弟临邑侯刘让、妹妹刘氏是郭圣通的母亲。